# 朋素克 (车臣汗部)
朋素克，清朝喀尔喀蒙古车臣汗部人，博尔济吉特氏，諾爾布的儿子，纳木扎勒的弟弟，车臣汗乌默客叔父。 首位车臣汗部扎萨克郡王。
朋素克开始号称伊勒登台吉。康熙二十七年（1688年），以准噶尔汗国噶尔丹扰掠喀尔喀，与乌默客归顺清朝，授为济农，驻牧在乌珠穆沁界外布哈和赖。康熙二十八年（1689年），授札萨克（车臣汗部中右旗，今塔木察格布拉克）。康熙三十年（1691年），至多伦诺尔会盟，封固山贝子、仍兼札萨克。后改牧呼济尔图布咙。康熙三十四年（1695年），噶尔丹扰掠巴颜乌兰，再次归牧布哈和赖。康熙三十五年（1696年），率次子恭格三不勒跟随征讨噶尔丹，护卫穆扎哈尔为清军向导。随平北大将军马思喀进军，与费扬古军配合，在昭莫多之战大败噶尔丹，因功晋封为多罗郡王，赐牧乌兰布拉克，授盟长，赐号达尔汉。康熙六十一年（1722年），因侵吞驼丁赏赐，勒买民妇，受罚。雍正五年（1727年），以年老罢职。